# Hapljapyx
Hapljapyx es un género de Diplura en la familia Japygidae.
Haplijapyx son dipluros típicos. Son pequeños, blancos, carecen de ojos, hexápodos entognatos con antenas moniliformes. Poseen dos cercos abdominales que asemejan una pinza por lo cual se los suele confundir con Dermaptera, pero estos últimos poseen ojos. Hapljapyx son los miembros más robustos de la familia Japygidae.

## Biología
La fertilización es similar a la de Collembola el macho deposita un espermatóforo sobre el suelo. La hembra lo recoge, quien luego pone sus huevos en grupos sobre vegetación en descomposición o en fisuras en el suelo. Algunas especies cuidan sus huevos y a los juveniles. La muda continúa durante toda la vida y un adulto puede mudar hasta 30 veces durante su vida útil de aproximadamente 1 año. Los hapljapyx son carnívoros depredadores y usan sus cercos para capturar presas.

## Especies
- Hapljapyx bertonii Silvestri, 1948
- Hapljapyx carinii Silvestri, 1948
- Hapljapyx demadridi Silvestri, 1948
- Hapljapyx distinctellus Silvestri, 1948
- Hapljapyx lizeri Silvestri, 1948
- Hapljapyx lopesi Silvestri, 1948
- Hapljapyx meyerii Silvestri, 1948
- Hapljapyx oglobinii Silvestri, 1948
- Hapljapyx patagonicus (Silvestri, 1902)
- Hapljapyx patrizii Silvestri, 1948
- Hapljapyx platensis (Silvestri, 1902)
- Hapljapyx wygodzinskyi Silvestri, 1948